# Лепница (Орашје)
Лепница је насељено мјесто у општини Орашје, Босна и Херцеговина.

## Становништво
|             | 2013.       | 1991.        |
| Укупно      | 38 (100,0%) | 140 (100,0%) |
| Срби        | 38 (100,0%) | 139 (99,29%) |
| Југословени | –           | 1 (0,714%)   |